# Мокрая Грязнуха
Мо́края Грязну́ха — река в Ростовской области России, правый приток Куго-Еи (бассейн Еи). Длина 22 км. На реке сооружены пруды.

## Течение
Река берёт начало в центральной части Доно-Егорлыкской равнины, к востоку от хутора Войнова Егорлыкского района Ростовской области, у границы с Целинским районом. Общее направление течения на западо-юго-запад. Впадает в реку Куго-Ею с правой стороны, у хутора Кугейского и напротив хутора Лисичкина Егорлыкского района Ростовской области.
Река протекает по территории Егорлыкского района Ростовской области (часть бассейна расположена на территории Целинского района).

## Мокрая Грязнуха — Куго-Ея
При впадении в Куго-Ею Мокрая Грязнуха имеет большую длину, площадь бассейна и водность, поэтому её можно считать основной рекой. Обычно так называются небольшие речки с вязким илистым дном или с грязными, размокшими от влаги берегами.

## Населённые пункты
На реке расположены следующие населённые пункты:
- хутор Войнов
- хутор Московский
- хутор Заря
- хутор Кугейский

Кроме вышеупомянутых населённых пунктов, на территории водосборного бассейна реки расположен посёлок Полянки.